# Tepeaca
Tepeaca là một đô thị thuộc bang Puebla, México. Năm 2005, dân số của đô thị này là 67157 người.